# Festival dei documentari cinematografici di Pärnu
Il Festival dei documentari cinematografici o semplicemente il  Pärnu Film Festival, (in estone Pärnu Filmifestival) è un festival cinematografico,  che si svolge gni anno in estate a Pärnu, in Estonia.

## Storia e significato
Venne istituito nel 1987, ed è il più vecchio festival cinematografico della nazione estone.
Il significato del Festival è quello di supportare la sopravvivenza delle culture degli usi e dei costumi dei popoli. Durante la manifestazione, sono accettati e trattati nelle competizioni del video, solamente film documentari, di elevato livello e qualità artistica, che testimoniano valori culturali in contesti storici o ecologici
Vengono proiettati film di tema antropologico e documentari. La manifestazione si svolge annualmente presso il Nuovo Museo d'Arte di Parnu, ed in altre strutture attigue della città.

### Principali soggetti trattati
- Interesse umano,
- Interessi sociali,
- Arte,
- Musica,
- Cultura,
- Sopravvivenza delle culture indigene,
- Documentari per bambini,
- Documentari d'autore[1]

Il festival si svolge ogni anno a luglio.
Una giuria internazionale premia il miglior film.

### Precedenti vincitori del Grand Prize - il miglior film del festival
2011 - Teacher Irena di Itamar Chen (Israele); Vodka Factory di Jerzy Skladkowski (Svezia);

2010 - Steam of Life di Joonas Berghäll e Mika Hotakainen (Finlandia);

2009 - Left Behind di Fabian Daub e Andreas Gräfenstein (Germania);

2008 - Gugara di Andrzej Dybczak e Jacek Naglowski (Polonia);

2007 - The seeds di Wojsiech Kasperski (Polonia);

2006 - Before flying to the earth di Arunas Matelis (Lituania);

2005 - The 3 rooms of melancholia di Pirjo Honkasalo (Finlandia);

2004 - Ebba and Torgny di Johan Palmgren (Svezia);

2003 - Now you are Hamlet di Ulrika Bengts (Finlandia);

2002 - I will not leave you until I die di Maciej Adamek (Polonia);

2001 - Kusum di Jouko Aaltonen (Finlandia);

2000 - In search of Shangri-La di Wen Pu Lin (Cina);

1999 - The Artist's life di Lasse Naukkarinen (Finlandia);

1998 - Gaia's children di Bente Milton (Danimarca);

1997 - Portal to peace di Thomas Stenderup (Danimarca);

1996 - Paradise di Sergei Dvortsevoy (Russia);

1995 - Evald's acredi Kersti Uibo (Estonia/UK);

1994 - Living on the Agano river di Makoto Sato (Giappone);

1993 -  Taiga Nomads di Heimo Lappalainen (Finlandia);

1992 - A Visit di Kari Happonen (Finlandia);

1991 - The allotment garden di Lise Roos (Danimarca);

1990 - Song of Harmonicsdi Hugo Zemp (Francia);

1989 - Cross-Streets di Ivars Seleckis (Lettonia);

1988 - Vidarosen di Jon Jerstad (Norvegia);

1987 - Winter in Ice Camp di Asen Balikci (Canada).

## Premio del Popolo estone
Dal 1999, una differente e separata competizione si tiene anche per i film che sono stati girati dalla televisione estone (Premio del popolo estone)

### I precedenti vincitori del Premio del Popolo Estone
2011 - VILLAGE WITHOUT WOMEN di Srdjan Sarenac (Serbia);

2010 - A GOOD MAN di Safina Uberoi (Australia);

2009 - FLYING WITH ONE ENGINE di Josuha Weinstein (USA);

2008 - MOTHER di Antoine Cattin (France) e Pavel Kostomarov (Russia);

2007 - FIRST LESSON IN PEACE di Yoram Honig (Israele);

2006 - THE DEVIL'S MINER di Richard Ladkani e Kief Davidson (Germania);

2005 - DO YOU LOVE ME? di Lars Westman (Svezia);

2004 - MY FLESH AND BLOOD di Jonathan Karsh (USA);

2003 - TO BE AND TO HAVE di Nicolas Philibert (Francia);

2002 - NARROW IS THE GATE di Kersti Uibo (Estonia/UK);

2001 - CLEANERS AND I di Agnès Varda (Francia);

2000 - GRANDFATHERS AND REVOLUTIONS di Peter Hegedus (Australia);

1999 - SALTMEN OF TIBET di Ulrike Koch (Svizzera).